# Slovenian Juniors 2015
Die Slovenian Juniors 2015 fanden als bedeutendstes internationales Nachwuchsturnier von Slowenien im Badminton vom 16. bis zum 18. Oktober 2015 in Mirna statt. Es war die 21. Auflage der Veranstaltung.

## Sieger und Platzierte der Junioren U19
| Disziplin    | Gold                                | Silber                        | Bronze                                |
| ------------ | ----------------------------------- | ----------------------------- | ------------------------------------- |
| Herreneinzel | Toma Junior Popov                   | Wolfgang Gnedt                | Mathieu Gangloff                      |
| Herreneinzel | Toma Junior Popov                   | Wolfgang Gnedt                | Miha Ivanič                           |
| Dameneinzel  | Kader İnal                          | Aliye Demirbağ                | Bengisu Erçetin                       |
| Dameneinzel  | Kader İnal                          | Aliye Demirbağ                | Monika Světničková                    |
| Herrendoppel | Gregor Dunikowski Toma Junior Popov | Emre Cömert Baran Yüksel      | Ömer Altınköprü Fethican Değirmenci   |
| Herrendoppel | Gregor Dunikowski Toma Junior Popov | Emre Cömert Baran Yüksel      | Thomas Baures Mathieu Gangloff        |
| Damendoppel  | Kader İnal Fatma Nur Yavuz          | Bengisu Erçetin Nazlıcan İnci | Nika Arih Petra Polanc                |
| Damendoppel  | Kader İnal Fatma Nur Yavuz          | Bengisu Erçetin Nazlıcan İnci | Berta Ausbergerová Michaela Zelinková |
| Mixed        | Melih Turgut Fatma Nur Yavuz        | Gregor Dunikowski Ema Cizelj  | Emre Cömert Emine Demirtaş            |
| Mixed        | Melih Turgut Fatma Nur Yavuz        | Gregor Dunikowski Ema Cizelj  | Miha Ivanič Nika Arih                 |